# 16 avril en sport
16 mars 16 mai
Chronologies thématiques
- Croisades
- Ferroviaires
- Disney

Le 16 avril (106e jour de l'année) en sport ou 107e pour les années bissextiles).

## Événements

### XXesièclede1951à2000
- 1979 :
  - (Rallye automobile) : arrivée du Rallye Safari.

### XXIesiècle
- 2001 :
  - (Rink hockey / Coupe des nations) : en finale, l'Espagne bat le Portugal sur le score de 6 à 4 et remporte la Coupe des nations pour la quatorzième fois de son histoire.
- 2016 :
  - (Handball /Championnat de France masculin) : Le PSG est sacré pour la 3e fois de son histoire champion de France en s'imposant avec la manière lors de la 21e journée[1].
  - (Snooker /Championnat du monde) : début du championnat du monde de snooker qui se déroule au Crucible Theatre à Sheffield en Angleterre jusqu’au 2 mai 2016.

## Naissances

### XIXesiècle
- 1872 :
  - Philippe Jousselin, cycliste sur route français. († 29 avril 1927).
- 1877 :
  - Enrico Canfari, footballeur puis dirigeant sportif italien. Fondateur du club de la Juventus de Turin et président du club de 1898 à 1901. († 22 octobre 1915).
- 1878 :
  - Albert Corey, athlète de fond français. Médaillé d'argent du marathon et du 4 miles par équipes aux Jeux de Saint-Louis 1904. († 3 août 1926).
  - Tip Foster, footballeur et joueur cricket anglais. (8 sélections en test cricket). († 13 mai 1914).
  - Erik Wallerius, skipper suédois. Médaillé d'argent du 8 mètres aux Jeux de Londres 1908 puis champion olympique du 10 mètres aux Jeux de Stockholm 1912. († 7 mai 1967).
- 1879 :
  - Léon Théry, pilote de courses automobile français. Vainqueur des Coupe automobile Gordon Bennett 1904 et 1905. († 8 mars 1909).
- 1884 :
  - Axel Norling, gymnaste suédois. Champion olympique du concours par équipes aux Jeux de Londres 1908 puis champion olympique du système suédois par équipes aux Jeux de Stockholm 1912. († 7 mai 1964).
- 1886 :
  - Michális Dórizas, athlète de lancers grec. Médaillé d'argent du javelot style libre aux Jeux de Londres 1908. († 21 octobre 1957).
  - Georges Thurnherr, gymnaste français. Médaillé de bronze du concours par équipes aux Jeux d'Anvers 1920. († 6 avril 1958).
- 1891 :
  - Henri Arnaud, athlète de demi-fond français. († 14 février 1956).
- 1893 :
  - John Norton, athlète de haies américain. Médaillé d'argent du 400 m haies aux Jeux d'Anvers 1920. († 28 décembre 1979).

### XXesièclede1901à1950
- 1928 :
  - Dick Lane, joueur de foot U.S. américain. († 29 janvier 2002).
- 1932
  - Henk Schouten, footballeur néerlandais († 18 avril 2018).
- 1933 :
  - Marcos Alonso Imaz, footballeur espagnol. Vainqueur de la Coupe des clubs champions 1956, 1957, 1958, 1959 et 1960. (2 sélections en équipe nationale). († 6 mars 2012).
- 1942 :
  - Frank Williams, fondateur et propriétaire d'écurie britannique. PDG de Williams.
- 1943 :
  - Piet Visagie, joueur de rugby à XV sud-africain. (25 sélections en équipe nationale).
- 1947 :
  - Kareem Abdul-Jabbar, basketteur puis entraîneur américain.
- 1949 :
  - Jacky Boxberger, athlète de demi-fond français. († 9 août 2001).

### XXesièclede1951à2000
- 1950 :
  - Thierry Perrier, pilote de courses automobile français.
- 1952 :
  - Bill Belichick, joueur de foot U.S. puis entraîneur américain.
- 1954 :
  - Léonard Specht, footballeur français. (18 sélections en équipe de France).
- 1956 :
  - Randy Ayers, basketteur puis entraîneur américain.
- 1957 :
  - Gianni Ocleppo, joueur de tennis italien.
- 1959 :
  - Colin Cowperthwaite, footballeur anglais.
  - Marc Madiot, cycliste sur route et cyclocrossman français. Vainqueur des Paris-Roubaix 1985 et 1991.
- 1960 :
  - Rafael Benítez, footballeur puis entraîneur espagnol. Vainqueur de la Coupe UEFA 2004 et de la Ligue Europa 2013 puis de la Ligue des champions 2005.
  - Pierre Littbarski, footballeur puis entraîneur allemand. Champion du monde de football 1990. Vainqueur de la Coupe des champions d'Océanie 2005.
- 1961 :
  - Anne Liardet, navigatrice française.
- 1962 :
  - Lukas Lichtner-Hoyer, pilote de courses automobile autrichien.
- 1966 :
  - Laurent Bourgnon, navigateur suisse. Vainqueur des Route du Rhum 1994 et 1998. († 24 juin 2015).
- 1968 :
  - Rüdiger Stenzel, athlète de demi-fond allemand.
- 1970 :
  - Walt Williams, basketteur américain.
- 1971 :
  - Natasha Zvereva, joueuse de tennis soviétique puis biélorusse. Médaillée de bronze en double aux Jeux de Barcelone 1992.
- 1972 :
  - Conchita Martínez, joueuse de tennis espagnole. Médaillée d'argent en double dames aux Jeux de Barcelone 1992, médaillée de bronze en double aux Jeux d'Atlanta 1996 puis médaillée d'argent en double aux Jeux d'Athènes 2004. Victorieuse du Tournoi de Wimbledon 1994 puis des Fed Cup 1991, 1993, 1994, 1995 et 1998.
- 1975 :
  - Isaac Fontaine, basketteur américain.
- 1976 :
  - Doriane Vidal, snowboardeuse française. Médaillée d'argent de l'half pipe aux Jeux de salt Lake City 2002. Championne du monde de snowboard de l'half pipe 2001, 2003 et 2005.
- 1978 :
  - Adnan Čustović, footballeur puis entraîneur bosnien. (5 sélections en équipe nationale).
- 1979 :
  - Christijan Albers, pilote de F1 néerlandais.
- 1981 :
  - Olivier Pain, pilote de rallye-raid et de motocross français. Vainqueur du Rallye de Tunisie 2008.
  - Matthieu Proulx, canadien, et joueur de foot canadien.
- 1982 :
  - Boris Diaw, basketteur franco-sénégalais. Médaillé de bronze au Mondial de basket-ball 2014. Médaillé de bronze au CE de basket-ball 2005 et 2015, d'argent au CE de basket-ball 2011 puis champion d'Europe de basket-ball 2013. (247 sélections en équipe de France).
- 1984 :
  - Romain Feillu, cycliste sur route français. Vainqueur de Paris-Bourges 2007.
  - Mourad Meghni, footballeur franco-algérien. (9 sélections avec l'équipe d'Algérie).
  - Kerron Stewart, athlète de sprint jamaïcaine. Médaillée d'argent du 100 m et de bronze du 200 m aux Jeux de Pékin 2008 puis médaillée d'argent du relais 4 × 100 m aux Jeux de Londres 2012. Championne du monde d'athlétisme du relais 4 × 100 m 2009, 2013 et 2015.
- 1985 :
  - Luol Deng, basketteur anglo-soudanais. (32 sélections avec l'Équipe de Grande-Bretagne).
  - Danny Rodrigues, gymnaste français. Médaillé de bronze des anneaux aux CE 2013.
  - Taye Taiwo, footballeur nigérian. (54 sélections en équipe nationale).
  - Olivier Werner, footballeur belge.
- 1986 :
  - Paul di Resta, pilote de courses automobile britannique. Champion DTM 2010.
  - Epke Zonderland, gymnaste néerlandais. Champion olympique à la barre fixe aux Jeux de Londres 2012. Champion du monde de gymnastique artistique à la barre fixe 2013, 2014 et 2018. Champion d'Europe de gymnastique artistique à la barre fixe 2011, 2014 et 2019.
- 1987 :
  - Cenk Akyol, basketteur turc. (42 sélections en équipe nationale).
  - Atsede Baysa, athlète de fond éthiopienne. Victorieuse des Marathon de Chicago 2012 et de Boston 2016.
  - Kane Bentley, joueur de rugby à XIII français. (15 sélections en équipe de France).
  - Habib Habibou, footballeur franco-centrafricain. (2 sélections avec l'équipe République centrafricaine).
- 1988 :
  - Claudio Beauvue, footballeur français.
  - Alexandre Geniez, cycliste sur route français.
  - Kyle Okposo, hockeyeur sur glace américain.
- 1990 :
  - Reggie Jackson, basketteur américain.
- 1991 :
  - Nolan Arenado, joueur de baseball américain.
- 1992 :
  - Joe Cardona, joueur de foot U.S. américain.
  - Antoine Roine, footballeur français.
  - Richèl Hogenkamp, joueuse de tennis néerlandaise.
- 1993 :
  - Hanna Glas, footballeuse suédoise. (28 sélections en équipe nationale).
- 1994 :
  - Albert Almora, joueur de baseball américain.
  - Abel Serdio, handballeur espagnol. Médaillé de bronze aux Jeux de Paris 2024. (56 sélections en équipe nationale).
- 1995 :
  - Ramy Bensebaini, footballeur algérien. (17 sélections en équipe d'Algérie).
  - Nobuya Katō, athlète de sprint japonais.
  - Mackenzie McDonald, joueur de tennis américain.
- 1996 :
  - Taylor Townsend, joueuse de tennis américaine.
- 1997 :
  - Jaakko Hänninen, cycliste sur route finlandais.
  - Iva Slonjšak, basketteuse croate.
- 1999 :
  - Wendell Carter, basketteur américain.

### XXIesiècle
- 2001 :
  - Malthe Højholt, footballeur danois.
  - Mathis Le Berre, cycliste sur route français.
- 2002 :
  - Julian Baas, footballeur néerlandais.
  - Axel Henriksson, footballeur suédois.

## Décès

### XXesièclede1901à1950
- 1917 :
  - Georges Touquet-Daunis, 38 ans, athlète de fond français. (° 12 mars 1879).
- 1938 :
  - Steve Bloomer, 64 ans, footballeur anglais. (23 sélections en équipe nationale). (° 20 janvier 1974).
- 1946 :
  - Arthur Chevrolet, 61 ans, pilote de courses automobile et entrepreneur américano-suisse. (° 25 avril 1884).
- 1950 :
  - Arnaud Massy, 73 ans, golfeur français. Vainqueur de l'Open britannique 1907. (° 6 juillet 1877).

### XXesièclede1951à2000
- 1960 :
  - Émile Georget, 78 ans, cycliste sur route français. Vainqueur des Bordeaux-Paris 1910 et 1912. (° 21 septembre 1881).
- 1965 :
  - Félix Sellier, 72 ans, cycliste sur route belge. Vainqueur du Tour de Belgique 1924 et de Paris-Roubaix 1925. (° 2 janvier 1893).
- 1968 :
  - André Trousselier, 80 ans, cycliste sur route français. Vainqueur de Liège-Bastogne-Liège 1908. (° 29 mai 1887).
- 1981 :
  - Eric Hollies, 68 ans, joueur de cricket anglais. (13 sélections en Test cricket). (° 5 juin 1912).
- 1987 :
  - Juan Evangelista Venegas, 57 ans, boxeur portoricain. Médaillé de bronze des -54 kg aux Jeux de Londres 1948. (° 2 juin 1929).
- 1988 :
  - José Dolhem, 43 ans, pilote de courses automobile français. (° 26 avril 1944).

### XXIesiècle
- 2001 :
  - Horace Gwynne, 88 ans, boxeur canadien. Champion olympique des poids coqs aux Jeux d'été de 1932. (° 5 octobre 1912).
- 2002 :
  - Janusz Kasperczak, 74 ans, boxeur polonais. Champion d'Europe amateur des poids mouches en 1949. (° 29 septembre 1927).
- 2005 :
  - Alfredo Abrantes, 75 ans, footballeur portugais. (1 sélection en équipe nationale). (° 19 avril 1929).
- 2006 :
  - Georges Stuber, 80 ans, footballeur suisse. (14 sélections en équipe nationale). (° 11 mai 1925).
- 2007 :
  - András Béres, 82 ans, footballeur puis entraîneur hongrois. (° 20 juillet 1924).
  - Robert Desbats, 85 ans, coureur cycliste français. (° 8 février 1922).
  - Gaétan Duchesne, 44 ans, hockeyeur sur glace canadien. (° 11 juillet 1962).
- 2008 :
  - René Dereuddre, 77 ans, footballeur puis entraîneur français. (6 sélections en équipe de France). (° 22 juin 1930).
- 2009 :
  - Åke Lassas, 84 ans, joueur de hockey sur glace suédois. (° 21 août 1924).
  - Saensak Muangsurin, 58 ans, boxeur thaïlandais. Champion du monde des poids super-légers entre 1975 et 1978. (° 13 août 1950).
  - Abdel Halim Muhammad, 99 ans, dirigeant de football soudanais. Président de la Confédération africaine de football de 1968 à 1972 puis entre 1987 et 1988 par intérim. (° 10 avril 1910).
- 2011 :
  - Chinesinho, 76 ans, footballeur puis entraîneur brésilien. (17 sélections en équipe nationale). (° 1er janvier 1935).
  - Allan Roy, 99 ans, joueur de rugby à XV écossais. (6 sélections en équipe nationale). (° 13 mai 1911).
- 2012 :
  - Jean Fréchaut, 97 ans, coureur cycliste français. (° 19 septembre 1914).
  - Lee Kyung-hwan, 24 ans, footballeur sud-coréen. (° 21 mars 1988).
  - Carlo Petrini, 64 ans, footballeur italien. Vainqueur de la Coupe des clubs champions 1969. (° 29 mars 1948).
- 2013 :
  - Pentti Lund, 87 ans, hockeyeur sur glace canado-finlandais. (° 6 décembre 1925).
  - Pat Summerall, 82 ans, joueur américain de football américain. (° 10 mai 1930).
- 2014 :
  - Aulis Rytkönen, 85 ans, footballeur puis entraîneur finlandais. Sélectionneur de l'équipe de Finlande de 1975 à 1978. (37 sélections en équipe nationale). (° 5 janvier 1929).
- 2016 :
  - Ron Bonham, 73 ans, joueur de basket-ball américain. Champion NBA en 1965 et 1966 avec les Celtics de Boston. (° 31 mai 1942).
  - Charlie Hodge, 82 ans, joueur de hockey sur glace puis entraîneur canadien. Vainqueur de la Coupe Stanley en 1956, 1958, 1959, 1960, 1965 et 1966 avec les Canadiens de Montréal. (° 28 juillet 1933).
  - Louis Pilot, 75 ans, footballeur puis entraîneur luxembourgeois. Sélectionneur de l'équipe du Luxembourg de 1978 à 1984. (49 sélections en équipe nationale). (° 11 novembre 1940).
- 2017 :
  - Spartaco Landini, 73 ans, footballeur italien. (4 sélections en équipe nationale). (° 31 janvier 1944).